# Irene Ferri
Irene Ferri (Roma, 29 marzo 1972) è un'attrice e conduttrice televisiva italiana.

## Biografia
Nel 1993 inizia a lavorare come conduttrice televisiva nel programma A tutto Disney; tra il 1994 e il 1996 studia recitazione presso il Centro sperimentale di cinematografia. Debutta come attrice nel cortometraggio Assunta (1995), regia di Eros Puglielli; in seguito, oltre a lavorare per il cinema, recita anche in varie fiction TV, tra cui: La strada segreta, film televisivo del 1998, diretto da Claudio Sestrieri, le serie TV Questa casa non è un albergo (2000), in onda su Rete 4, Le ragioni del cuore (2002), Sospetti 2 (2003), entrambe in onda su Rai 1 e Grandi domani (2005), diretta da Vincenzo Terracciano e trasmessa da Italia 1.
Dopo aver, nel 1999, affiancato Mauro Serio nella conduzione del programma per ragazzi Solletico, lavora solamente come attrice anche in teatro, dove debutta nel 2006 con Il Maestro e Marta. Tra i suoi lavori per il grande schermo: Milonga (1999), regia di Emidio Greco, Giorni dispari (2000), diretto da Dominick Tambasco, e Fascisti su Marte (2006). Nel 2011 torna sul grande schermo con un piccolo ruolo nel film Il giorno in più. Negli anni 2008-2010-2011 ha interpretato il personaggio di Rosa Salerno nella fortunata serie di Rai 1, Tutti pazzi per amore.
Dal 2013 al 2015 è nella miniserie TV Fuoriclasse, con Luciana Littizzetto.
Nel 2014 e nuovamente nel 2021, recita nella fiction di Rai 1 Che Dio ci aiuti, con Elena Sofia Ricci.
Nel 2015 ritorna su Rai 1 partecipando ad un episodio della serie Provaci ancora prof!, recitando con Veronica Pivetti.
Nel 2017 partecipa alla fiction di Rai 1 Sorelle (girata interamente a Matera), con un cast che comprende Anna Valle, Ana Caterina Morariu, Alessio Vassallo e Loretta Goggi.
Nel 2018 approda a Mediaset, recitando nella fiction Immaturi - La serie.
Nel 2019 ritorna in Rai con la serie Pezzi unici, che vede protagonista Sergio Castellitto.
Dopo il periodo pandemico, la Ferri riapproda sul piccolo schermo con la fiction di Canale 5 Fosca Innocenti, prendendo parte anche alla seconda stagione (2022).

## Vita privata
Dopo 17 anni di fidanzamento, ha sposato, nel 2014, l'imprenditore Costanzo Gianni, con il quale ha avuto due figli: Adriano (14 febbraio 2007) e Frida (2012).

## Filmografia

### Cinema
- Cronaca di un amore violato, regia di Giacomo Battiato (1996)
- Marianna Ucrìa, regia di Roberto Faenza (1997)
- Milonga, regia di Emidio Greco (1999)
- Vacanze di Natale 2000, regia di Carlo Vanzina (1999)
- Giorni dispari, regia di Dominick Tambasco (2000)
- Quello che le ragazze non dicono, regia di Carlo Vanzina (2000)
- Fughe da fermo, regia di Edoardo Nesi (2001)
- Fascisti su Marte, regia di Corrado Guzzanti e Igor Skofic (2006)
- Bastardi, regia di Federico Del Zoppo e Andres Alce Meldonado (2008)
- Il giorno in più, regia di Massimo Venier (2011)
- L'aquilone di Claudio, regia di Antonio Centomani (2013)

### Televisione
- Linda e il brigadiere – serie TV, episodio 2x01 (1998)
- La strada segreta – serie TV (1998)
- Questa casa non è un albergo – serie TV (2000)
- Le ragioni del cuore, regia di Anna di Francisca, Luca Manfredi e Alberto Simone – miniserie TV (2002)
- Incompreso, regia di Enrico Oldoini – miniserie TV (2002)
- Una vita in regalo, regia di Tiziana Aristarco – serie TV (2003)
- Sospetti 2 – serie TV (2003)
- Grandi domani – serie TV (2005)
- Tutti pazzi per amore – serie TV (2008)
- La nuova squadra 2 – serie TV (2009)
- Intelligence - Servizi & segreti – serie TV (2009)
- Tutti pazzi per amore 2 – serie TV (2010)
- La Nuova Squadra - Spaccanapoli – serie TV (2011)
- Tutti pazzi per amore 3 – serie TV (2011)
- Il tredicesimo apostolo – serie TV, episodio 1x08 (2012)
- Fuoriclasse – serie TV (2013-2015)
- Che Dio ci aiuti – serie TV, episodio 3x06 (2014)
- Provaci ancora prof! – serie TV, episodio 6x02 (2015)
- Sorelle – serie TV (2017)
- Immaturi - La serie – serie TV (2018)
- Extravergine – serie TV, 10 episodi (2019)
- Pezzi unici – serie TV (2019)
- Che Dio ci aiuti 6 – serie TV (2021)
- Fosca Innocenti – serie TV (2022-2023)
- Backstage - Dietro le quinte, regia di Cosimo Alemà – film TV (2022)
- Antonia - serie TV (2023)
- Fragili - miniserie TV (2024-2025)
- Le onde del passato – serie TV (2025)
- Gerri – serie TV (2025)

### Cortometraggi
- Assunta, regia di Eros Puglielli (1995)
- La pagella, regia di Alessandro Celli (2009)
- Si sospetta il movente passionale con l'aggravante dei futili motivi, regia di Cosimo Alemà (2018)

### Videoclip
- Siamo soli di Vasco Rossi, regia di Swan (2001)

## Teatro
- Il maestro e Marta (2006)
- Letture varie al Teatro Ambra alla Garbatella (dicembre 2010)
- La camera azzurra, da Georges Simenon, regia di Serena Sinigaglia (2019-2020, 2022)
- L’anatra all’arancia (2025-2026)

## Programmi televisivi
- A tutto Disney (Canale 5, 1993-1994)
- Due per uno (1995)
- Solletico (Rai 1, 1998-1999)

## Riconoscimenti
- Roma Fiction Fest
  - 2011 – Migliore interprete femminile per La Nuova Squadra - Spaccanapoli